# Saint-Python
Saint-Python är en kommun i departementet Nord i regionen Hauts-de-France i norra Frankrike. Kommunen ligger i kantonen Solesmes som tillhör arrondissementet Cambrai. År 2022 hade Saint-Python 985 invånare.

## Befolkningsutveckling
Antalet invånare i kommunen Saint-Python
| Referens: INSEE |